# Зарганоподобни
Зарганоподобните (Beloniformes) са разред риби от клас Лъчеперки. Към разреда принадлежат над 180 вида сладководни, морски и проходни риби — зарган, видовете летящи риби, сайра и др.

## Класификация
- Подразред Adrianichthyoidei
  -     - Семейство Adrianichthyidae
- Подразред Belonoidei
  - Надсемейство Scomberesocoidea
    - Семейство Belonidae – Зарганови
    - Семейство Scomberesocidae

  - Надсемейство Exocoetoidea
    - Семейство Exocoetidae – Летящи риби
    - Семейство Hemiramphidae